# Aloe squarrosa
Aloe squarrosa es una especie de planta suculenta perteneciente a la familia de los aloes. Es endémica del Yemen en Socotra.. Su hábitat natural son las zonas rocosas.  Con frecuencia se confunde con Aloe jucunda, ampliamente disponible en el mercado. Su imagen en muy parecida a Aloe juvenna.

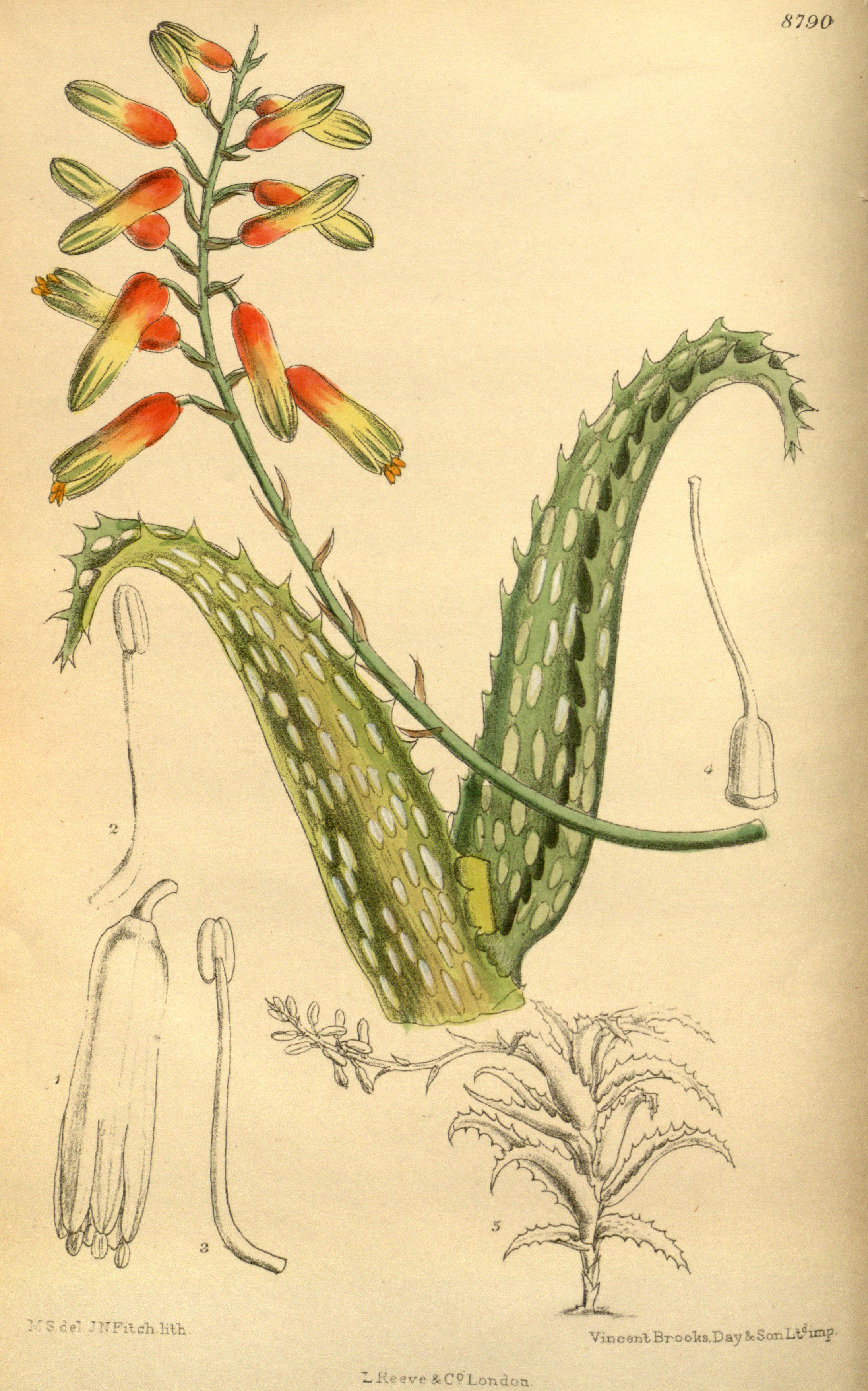
Ilustración

## Descripción
Aloe squarrosa crece con tallo y ramas formadas desde la base. El tronco colgante puede crecer hasta los 40 centímetros. Las hojas lanceoladas reducidas forman roseta. La lámina de color verde mide de 5 a 7 cm de largo y de 2 a 3 cm de ancho. En la superficie de las hojas aparecen numerosas manchas blancas y redondeadas. La superficie de las hojas es áspera. Los dientes sólidos, blanquecinos están en el borde de la hoja y miden de 3 a 4 milímetros de longitud y  aproximadamente a 5 milímetros de distancia. La inflorescencia simple suele se colgante y arqueado ascendente. Alcanza una longitud de 10 a 20 centímetros. Las flores son escarlatas de 23 a 25 milímetros de largo, y su base estrechada.

## Distribución
Aloe squarrosa está restringida a los acantilados de la meseta de piedra caliza en el extremo occidental de Socotra, también rara vez se encuentran lejos de los acantilados en la protección de  arbustos como Buxanthus hildebrandtii, a una altitud de 300-530 metros.

## Taxonomía
Aloe squarrosa fue descrita por Baker ex Balf.f. y publicado en Proceedings of the Royal Society of Edinburgh 12: 97, en el año 1884.
Etimología
Ver: Aloe
squarrosa: epíteto latino que significa "extendidas horizontalmente; curvadas en los extremos".
Sinonimia
- Aloe concinna Baker
- Aloe zanzibarica Milne-Redh.[6][3]